# أشلي غراهام
أشلي غراهام (بالإنجليزية: Ashley Graham)‏ هو لاعب دوري الرغبي أسترالي، ولد في 4 يونيو 1984 في كيرنز في أستراليا.